# Ulryk III Wirtemberski
Ulryk III Wirtemberski (ur. 1286/1291 – zm. 1344) – hrabia Wirtembergii.
Syn Eberharda I jako jedyny syn przygotowywany był do przejęcia władzy po ojcu. 
W 1319 roku za życia ojca podpisał najpierw porozumienie z Fryderyk III dzięki czemu mógł w spokoju rządzić do 1325. W tym roku umarł jego ojciec a Ulryk podpisał porozumienie z Ludwikiem IV. Ulryk wykazał się więc dużym talentem dyplomatycznym w walce między dwoma cesarzami, potrafił zadbać o dobro rodziny. Powiększył teren Wirtembergii o Markgröningen i Tybingen. 
Ulryk ożenił się z Zofią, mieli dwóch synów:
- Eberharda (1315–1392)
- Ulryka (1315–1366)